# 善導寺 (久留米市)

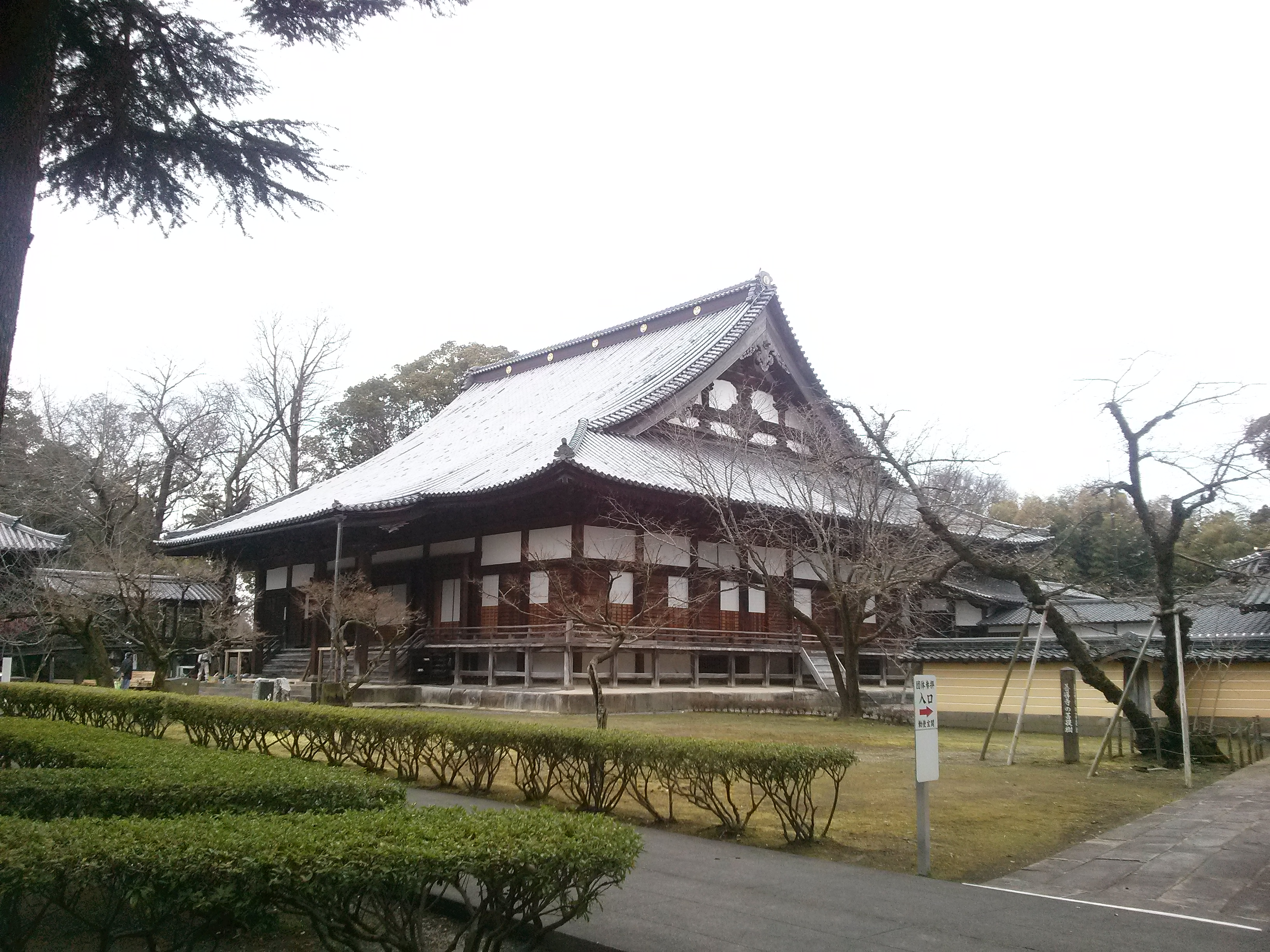
本堂

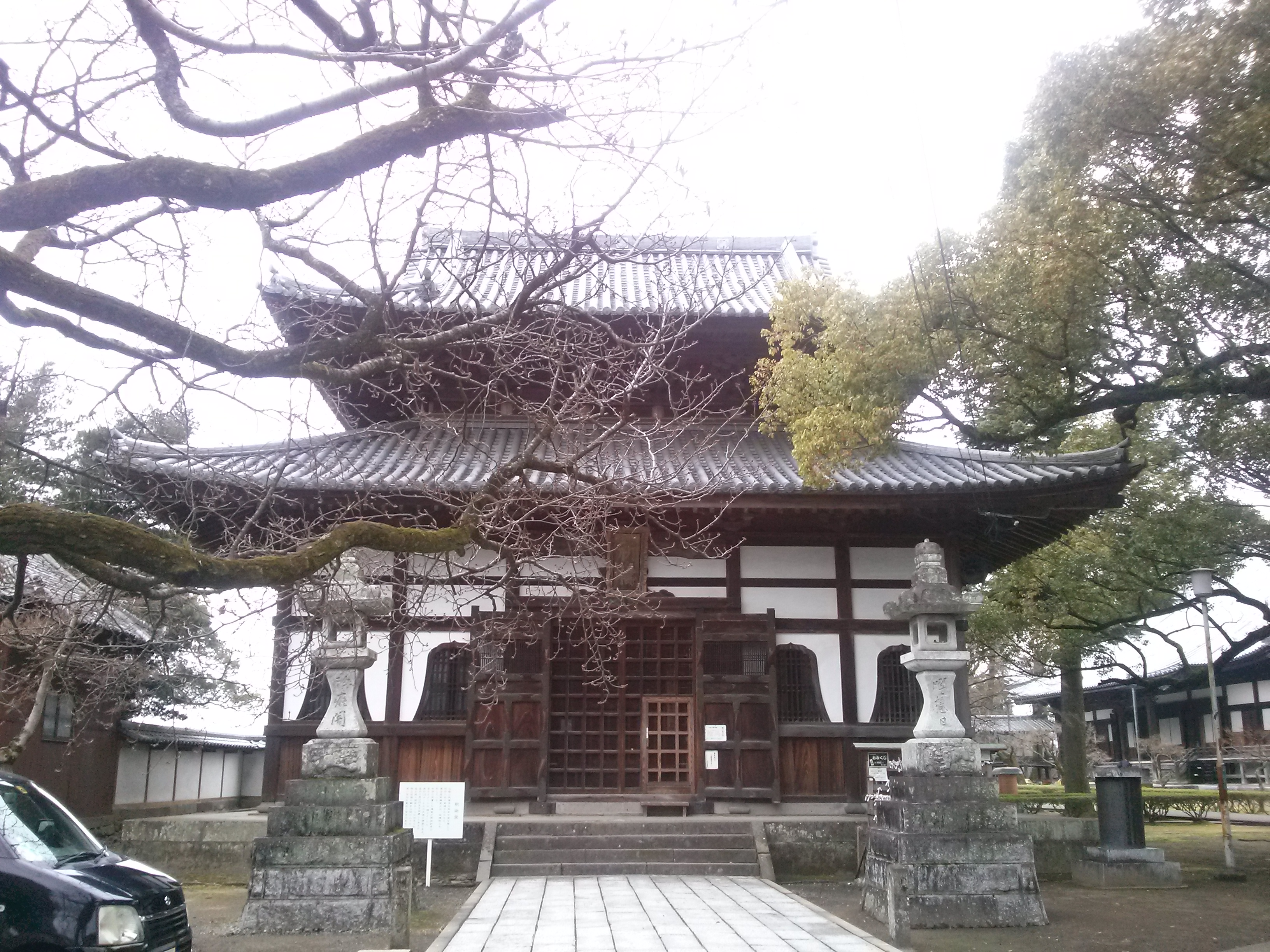
釈迦堂

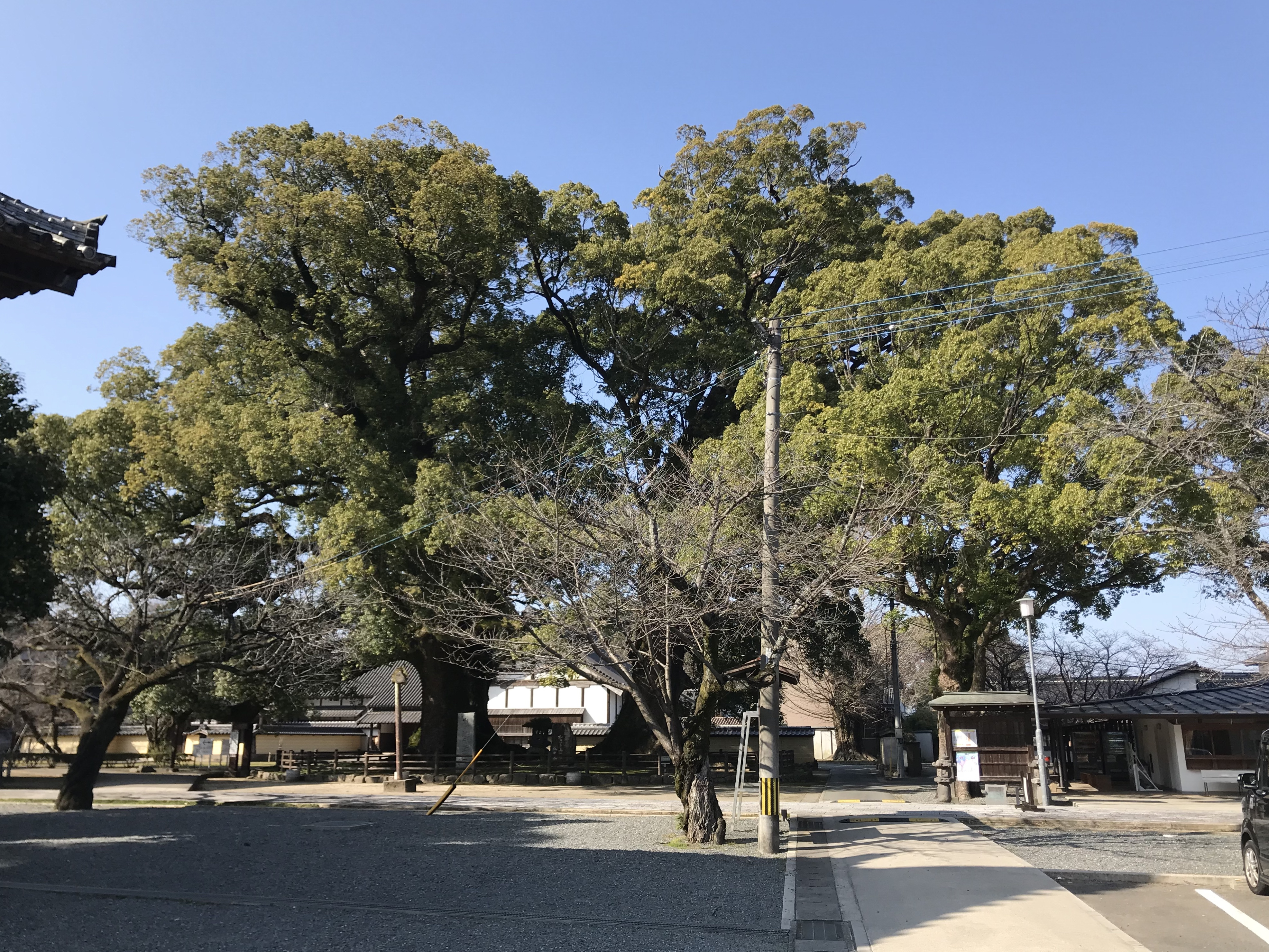
大楠

善導寺（ぜんどうじ）は、福岡県久留米市善導寺町飯田にある浄土宗大本山の寺院。

## 歴史
建長2年（1191年）聖光上人（弁長）の開山、筑後国司草野永平（一向俊聖の伯父）の開基により創建されたという。当初光明寺と号していたが、建保5年（1217年）善導寺と改められ、浄土宗鎮西義の拠点となった。
室町時代には兵火により焼失したが、江戸時代初期に柳河藩主田中氏の帰依を得て復興された。
元和2年（1616年）に田中忠政により徳川家康を祭神とする東照権現宮が歓請される。「田中筑後守殿家人数並知行」に『五百石六斗五舛　善導寺』とある。
田中氏は無嗣断絶となり、筑後国が柳河藩と久留米藩に分割されると久留米藩領に属すようになり、久留米藩主有馬氏の庇護を受け、浄土宗の九州大本山として栄えた。現在も広大な境内に多くの江戸時代建立の堂宇が残る。
2013年（平成25年）、「法然上人御像」が造られ、本堂に安置された。
2016年（平成28年）、以前より古文書には書かれていたものの所在不明となっていた立花誾千代の墓が発見された。

## 文化財

### 重要文化財
- 善導寺（建造物）8棟
  - 本堂（附 棟札、木牌） - 入母屋造本瓦葺き。正面7間、側面8間（「間」は柱間の数を表す）の大規模な仏堂で、九州地方に残る木造仏堂としては最大級のものである。天明6年（1786年）の建立。
  - 大門 - 切妻造四脚門。慶安4年（1651年）の建立。
  - 大庫裏 - 江戸時代中期（1751年）以前の建立。桁行15.9m、梁間12.0m、切妻造、桟瓦葺。平成6年（1994年）12月27日指定。
  - 釜屋 - 江戸時代中期（1751年）以前の建立。桁行11.9m、梁間8.0m、切妻造、桟瓦葺、南面大庫裏に接続。平成6年（1994年）12月27日指定。
  - 広間 - 江戸時代中期（1751年）の建立。桁行24.9m、梁間7.0m、入母屋造、正面玄関及び内玄関附属、桟瓦葺、東面大庫裏に接続。平成6年（1994年）12月27日指定。
  - 書院 - 江戸時代中期（1751年）の建立。大書院及び小書院からなる。大書院、桁行17.8m、梁間7.9m、入母屋造、北面・西面及び南面庇附属、桟瓦葺。小書院、桁行11.8m、梁間7.9m、東面及び西面庇附属、桟瓦葺、北面大書院に接続。平成6年（1994年）12月27日指定。
  - 役寮及び対面所 - 江戸時代中期（1751年）の建立。役寮、桁行8.9m、梁間6.9m、切妻造、南面庇附属、桟瓦葺、西面大書院に接続。対面所、桁行8.0m、梁間5.9m、切妻造、西面庇附属、桟瓦葺、南面対面所に接続、役寮及び対面所東面張出。平成6年（1994年）12月27日指定。
  - 中蔵 - 江戸時代中期（1751年）頃の建立。桁行11.6m、梁間4.2m、切妻造、西面及び北面庇附属、桟瓦葺、南面大庫裏に接続、中蔵・釜屋間差し掛け屋根附属。平成6年（1994年）12月27日指定。
大庫裏以下の5棟は本堂東側にまとまって建つ、僧の居住用の建物群である。延享5年（1748年）の火災後、宝暦年間（18世紀半ば）に再建されたものである。
- 木造善導大師坐像 - 鎌倉時代の作品。大正元年（1912年）09月03日指定。
- 木造大紹正宗国師坐像 - 鎌倉時代の作品。大正元年（1912年）09月03日指定。
- 紺紙金泥観普賢経 - 平安時代（1172年）の作品。明治44年（1911年）04月17日指定。

### 福岡県指定文化財
- 本朝祖師伝記絵詞
- 梵鐘

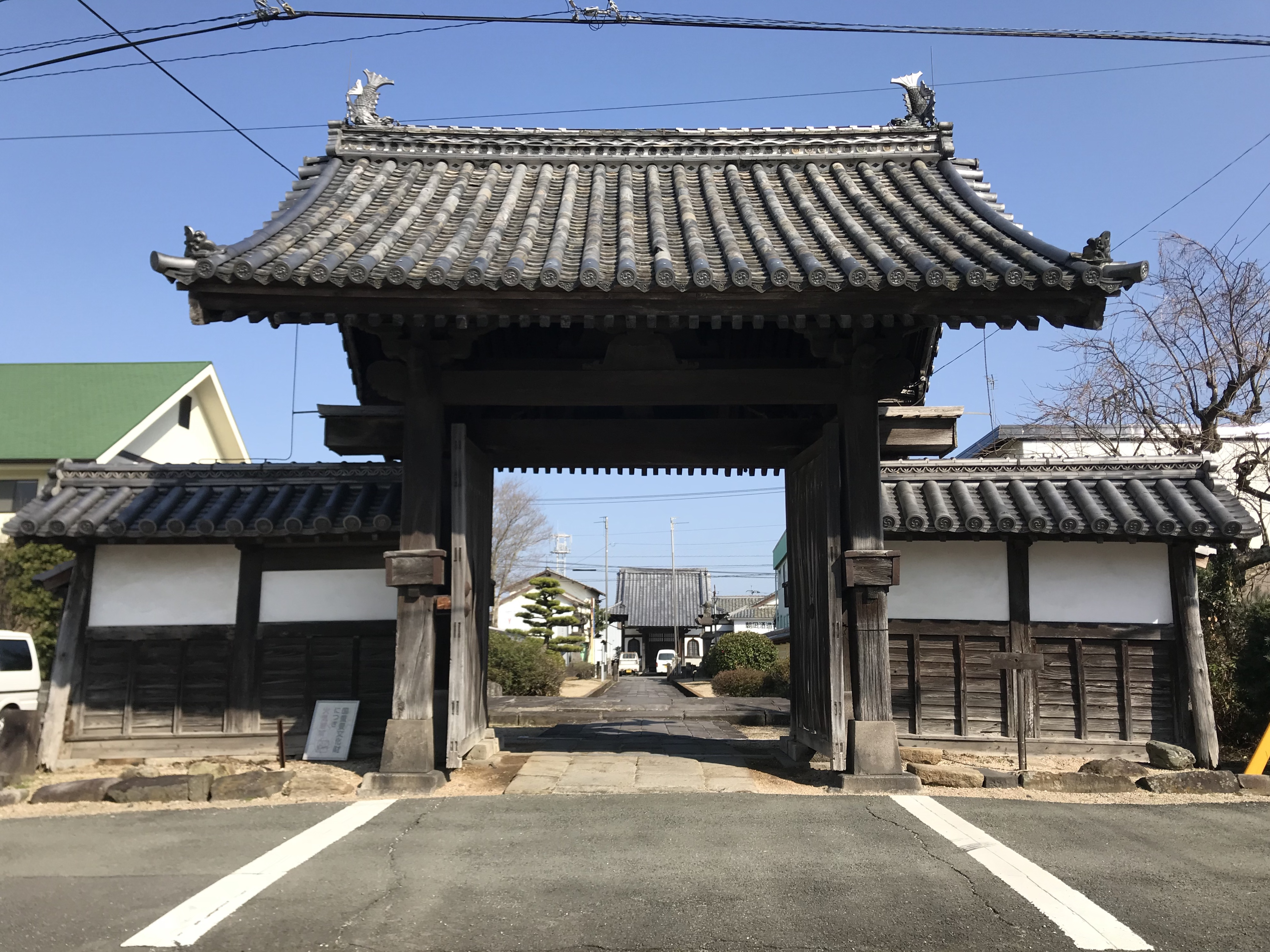
大門
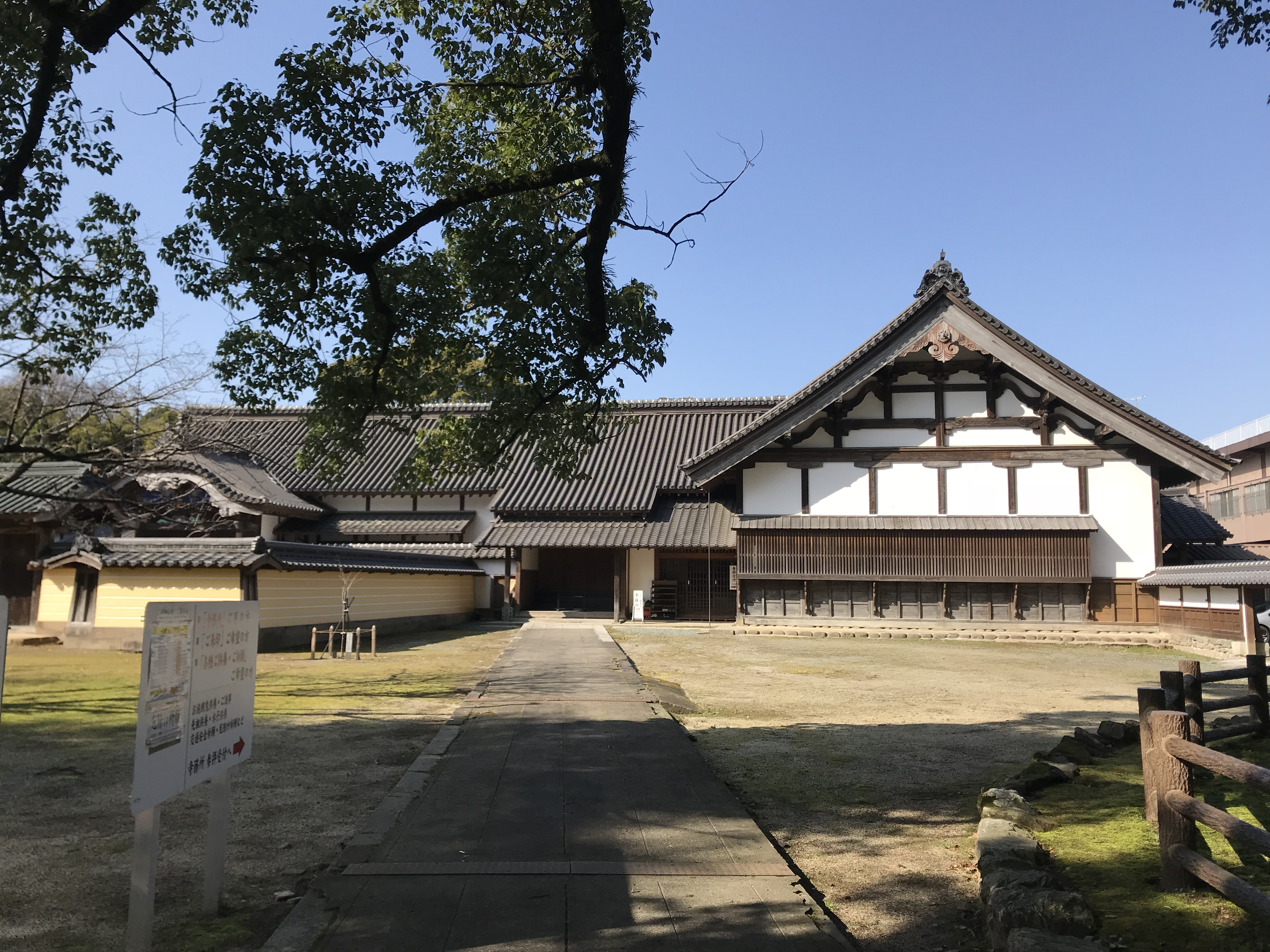
大庫裏